# Cá mương
Cá mương (danh pháp hai phần: Hemiculter leucisculus) là một loài cá thuộc chi Cá mương. Loài này có nguồn gốc từ con suối lớn, các hồ chứa ở Trung Quốc, Nhật Bản, Hồng Kông, Hàn Quốc và lưu vực sông Amur. Nó đã trở thành thành lập như là một loài ngoại lai ở một số nước khác, bao gồm cả Iran, Afghanistan, và Liên Xô cũ, nơi mà nó đã thay thế các loài địa phương. Ban đầu nó được mô tả như là Culter leucisculus bởi S. Basilewsky năm 1855, và cũng đã được gọi là Chanodichthys leucisculus và Hemiculter leucisculus warpachowskii trong tài liệu khoa học.